# Judit Ágoston
Judit Ágoston, född 21 januari 1937, död 12 maj 2013, var en ungersk fäktare.
Ágoston blev olympisk guldmedaljör i florett vid sommarspelen 1964 i Tokyo.